# Parc national Bosencheve
Le parc national Bosencheve (espagnol : parque nacional Bosencheve) est un parc national du Mexique situé dans l'État de Mexico et au Michoacán.